# The House of His Master
Pour plus de détails, voir Fiche technique et Distribution.
The House of His Master est un film muet américain réalisé par Lem B. Parker et sorti en 1912.

## Fiche technique
- Titre : The House of His Master
- Réalisation : Lem B. Parker
- Scénario : Paul L. Feltus
- Producteur :  William Selig
- Société de production : Selig Polyscope Company
- Société de distribution : General Film Company
- Pays d'origine :  États-Unis
- Langue : Anglais
- Format : Noir et blanc — 35 mm — 1,33:1 — Muet
- Genre : Film dramatique
- Durée : 10 minutes
- Dates de sortie : 
  -  États-Unis : 9 septembre 1912

## Distribution
- Frank Tobin : Robert Steem
- Kathlyn Williams : Mrs. Robert Steem
- Joseph Hazelton : Joe, un vieux serviteur noir
- Frances Mason : Carida, la gitane
- William Stowell : Dalton, un ami de Robert
- W. Fontinelle : Whitely, un ami de Robert
- Edgar Murray Jr. : Sharp, un ami de Robert
- Lafe McKee : Gray, un ami de Robert
- Lewis Fraser : un serviteur noir
- Thomas Keezie : l'homme dans la rue
- Mac Barnes : le premier gitan
- Patrick Carson : le second gitan
- James Long : le troisième gitan
- Edward Osterburg : le chauffeur